# Elżbieta Walkowiak
Elżbieta Walkowiak, coniugata Gumowska  e, successivamente Grześczyk  (9 novembre 1953), è un'ex cestista polacca.

## Carriera
Con la Polonia ha disputato i Campionati europei del 1976.